# 陸奧擬花介
陸奧擬花介（学名：Cytherois mutsuensis）为魚形介科擬花介屬下的一个种。